# Johann Bernard von Rechberg
Johann Bernhard, hrabia von Rechberg und Rothenlöwen (ur. 17 lipca 1806 w Ratyzbonie, zm. 26 lutego 1899 w Kettenhof niedaleko Wiednia) był austriackim politykiem i dyplomatą.

## Życiorys
W roku 1828 von Rechbarg został dyplomata w służbie Austrii. Był posłem w Berlinie, Londynie i Brukseli. W roku 1841 został posłem w Sztokholmie, a w 1843 w Rio de Janeiro. W roku 1851 został internuncjuszem (posłem - Internuntius) w Konstantynopolu, a od 1853 był szefem centralnej administracji w Lombardii pod gen. Radetzkym.
W latach 1859–1864 był austriackim MSZ, a w latach 1859-1861 także premierem (Ministerpräsident). Próbował uzgodnić wspólna politykę niemiecką z Otto von Bismarckiem, z którym miał dobre relacje. Przeciwnicy Prus wymusili rezygnację Rechberga z urzędu w 1864.
Ordery:
- Order Złotego Runa (Austro-Węgry)
- Order Świętego Stefana I kl. (Austro-Węgry)
- Order Korony Żelaznej I kl. (Austro-Węgry)
- Order Guadalupe I kl. (Meksyk)
- Order Orła Czarnego w Brylantach (Prusy)
- Order Orła Czarnego (Prusy)
- Order Świętego Huberta (Bawaria)
- Order Zasługi Świętego Michała I kl. (Bawaria)